# Río Tuerto
El río Tuerto es un curso de agua del noroeste de España, afluente del Órbigo. Discurre por la provincia de León.

## Curso
Nace en la confluencia de los arroyos Reflejo y Rebiján en la población de Tabladas perteneciente al término municipal de Villagatón y tras cruzar de norte a sur toda La Cepeda y La Vega del Tuerto, desemboca en el Órbigo en La Bañeza. Tiene a pocos kilómetros de su nacimiento el embalse de Villameca de capacidad máxima 20 hm³. Recibe como principales afluentes al Cadaval, que confluye en Sueros de Cepeda, en el paraje denominado 'El pisón', al Porcos, en cuya cuenca se encuentra el embalse de Villagatón, al Jerga, que viene de La Maragatería, al Turienzo, río principal de la Maragatería, con su puente llamado «Valimbre» en la Vía de la Plata entre Astorga y Mérida, dicho puente está localizado en el municipio de Valderrey, y al Combarros.

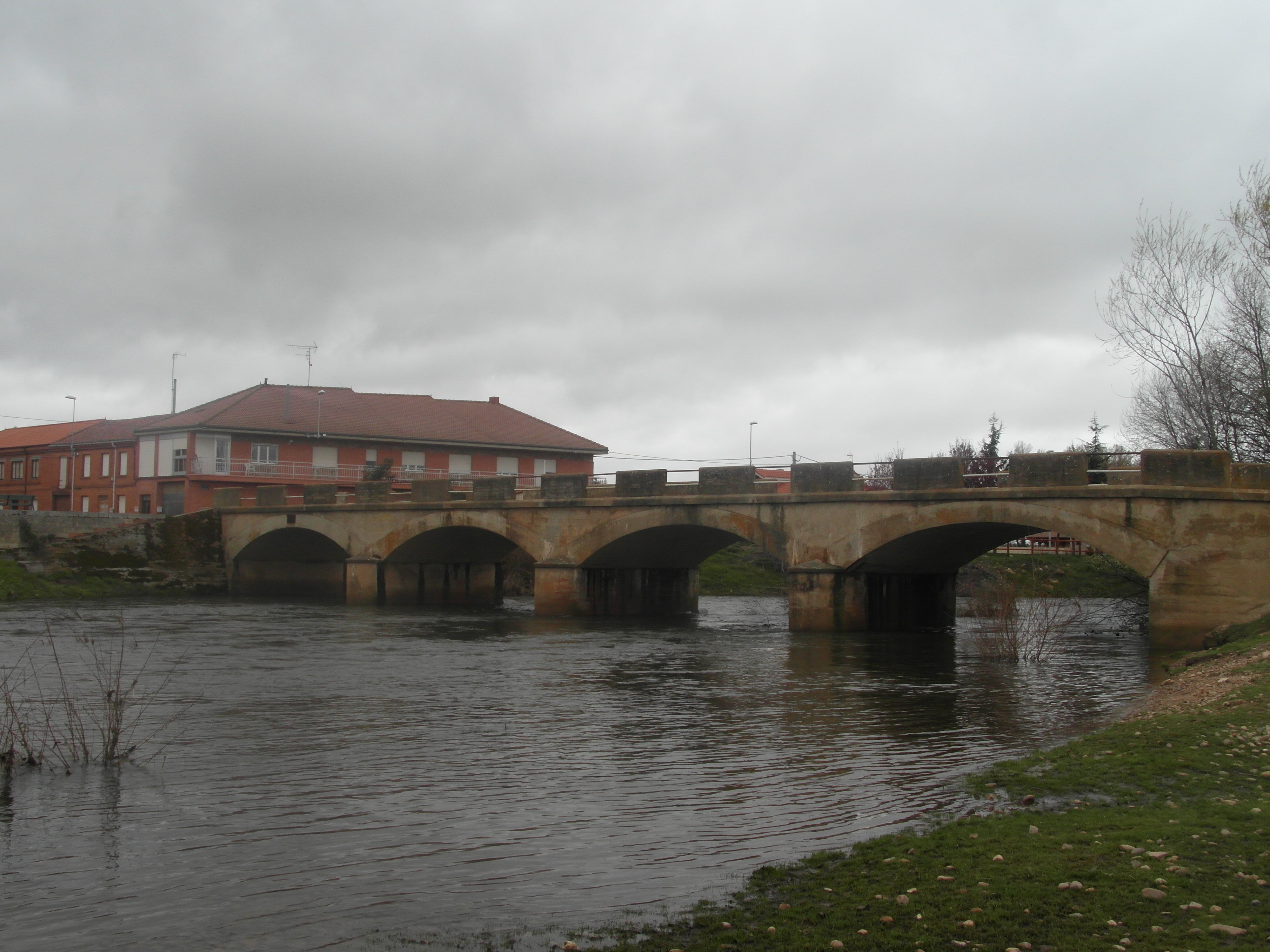
Puente sobre el río Tuerto en Santa María de la Isla

La comarca de la Vega del Tuerto tiene estas localidades bañadas por sus aguas: San Justo de la Vega, Nistal, Celada de la Vega, Castrillo de las Piedras, Barrientos de la Vega y otras como Carral de la Vega, Villar de la Vega, San Félix de la Vega, Posadilla de la Vega y Villagarcía de la Vega.
El río Tuerto es atravesado por el Camino de Santiago en San Justo de la Vega poco antes de llegar a Astorga, por medio de un puente, que a su vez, inicia la Vega. Las sedes municipales o ayuntamientos a los que pertenecen las pequeñas pedanías del río Tuerto en la Vega son Astorga, San Justo de la Vega, Valderrey, Riego de la Vega, Santa María de la Isla, San Cristóbal de la Polantera y La Bañeza.
- Datos: Q6115788
- Multimedia: Tuerto River / Q6115788